# HMAS Melbourne (R21)
För andra fartyg med samma namn, se HMAS Melbourne och HMS Majestic.

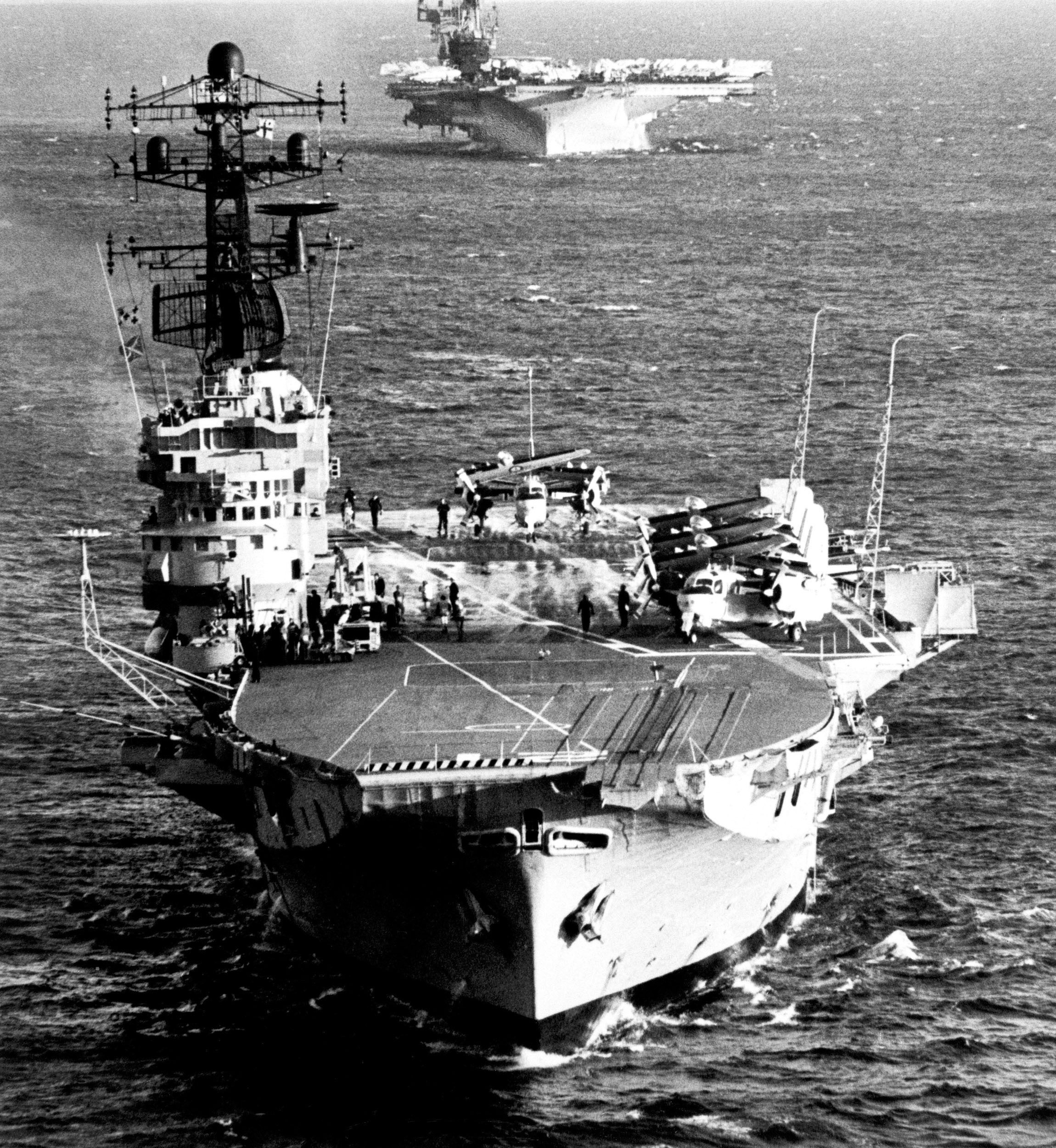
HMAS Melbourne 1981, med akteröver.

HMAS Melbourne (R21) var ett hangarfartyg av Majestic-klass i australiska flottan. Hon var i tjänst 1955-1982 och var det tredje och sista konventionella hangarfartyget att tjänstgöra i australiska flottan. Melbourne var det enda örlogsfartyget i Brittiska Samväldet som sänkt två krigsfartyg genom kollisioner i fredstid.

## Historik
Fartyget sjösattes för brittiska Royal Navy som typfartyget för Majestic-klassen i april 1943 och sjösattes som HMS Majestic (R77) i februari 1945. I slutet av andra världskriget avbröts arbeten på fartyget tills hon köptes av australiska flottan 1947. Vid tidpunkten för köpet bestämdes det att man skulle införliva ny hangarfartygsteknik med designen vilket gjorde Melbourne till det tredje fartyget konstruerat med ett vinklat flygdäck. Förseningar i konstruktionen och integreringen av förbättringarna gjorde att hangarfartyget inte togs i tjänst förrän 1955.
Melbourne deltog aldrig i några stridigheter under sin karriär och hade bara en avlägsen, icke-stridande roll i Indonesien-Malaysia-konfrontationen och Vietnamkriget. Hon var dock inblandad i två stora kollisioner med allierade fartyg. På kvällen den 10 februari 1964 kolliderade Melbourne och sänkte HMAS Voyager när jagaren ändrade kurs över hennes för. 82 man ur Voyagers besättning dödades och två statliga utredningar hölls för att undersöka händelsen. Den andra kollisionen inträffade tidigt på morgonen den 3 juni 1969, då Melbourne kolliderade och sänkte jagaren USS Frank E. Evans under liknande omständigheter. 74 man ur amerikanska flottan dödades och en gemensam undersökningskommitté hölls. Dessa incidenter, tillsammans med flera mindre kollisioner, olyckor ombord och förluster av flygplan, ledde till ryktet att Melbourne var otursförföljd.
Melbourne utrangerades 1982. Ett förslag om att konvertera henne för att användas som ett flytande casino misslyckades, och en försäljning 1984 avbröts, innan hon såldes 1985 och bogserades till Kina för skrotning. Skrotningen försenades så Melbourne kunde studeras av Folkets befrielsearmés flotta som en del av ett hemligt projekt för att utveckla ett kinesiskt hangarfartyg och för att träna kinesiska piloter i flygoperationer från hangarfartyg.